# Villa Valmarana ai Nani

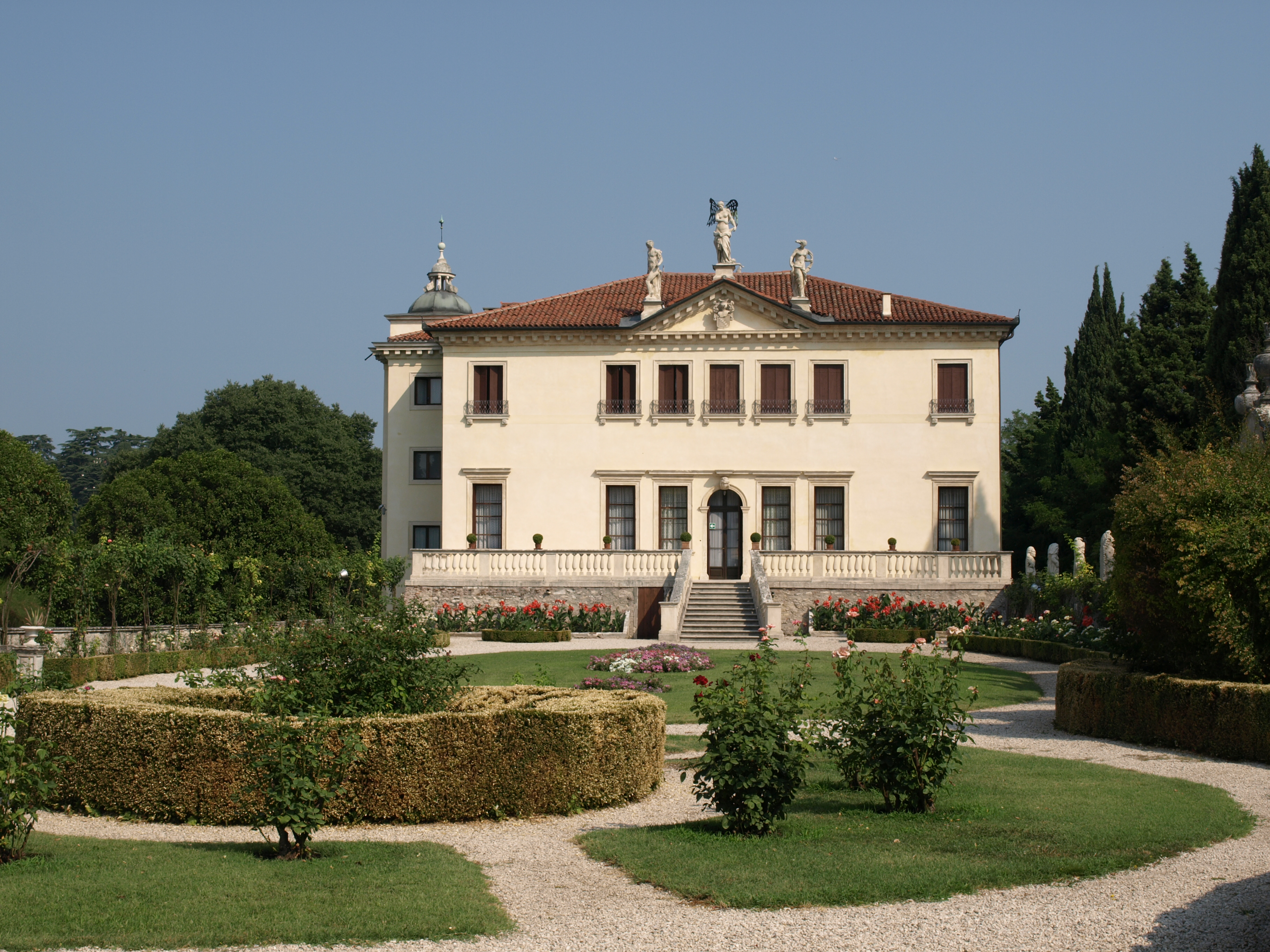
Gartenfassade der Villa Valmarana ai Nani, Vicenza

Diese durch die Fresken von Giovanni Battista Tiepolo und dessen Sohn Giovanni Domenico Tiepolo berühmte Villa Valmarana ai Nani liegt im Süden Vicenzas, ganz in der Nähe der Villa Rotonda des Andrea Palladio.
Der Name „Nani“, Zwerge, rührt von den grotesken Figuren auf der Gartenmauer her. Damit verbunden ist eine Geschichte: die kleingewachsene Tochter des Hauses sollte durch diese ihr ähnlichen Figuren getröstet werden.
Das Herrenhaus wurde 1669 für den Juristen und Literaten Gian Maria Bertolo (1631–1707), vermutlich von Francesco Muttoni erbaut und ging zu Beginn des 18. Jahrhunderts in den Besitz der Grafen Valmarana über. Von diesen wurden dann das Gästehaus, die Stallungen und die Toranlage hinzugefügt.

## Herrenhaus
Den Ruhm dieser schlichten Villa machen die Fresken aus, die 1757 von Giovanni Battista Tiepolo und seinem Sohn Domenico ausgeführt wurden.
Die fünf Räume der Villa zeigen fünf Themenkreise, die fast ausschließlich von Giambattista Tiepolo, dem Vater, gestaltet wurden:

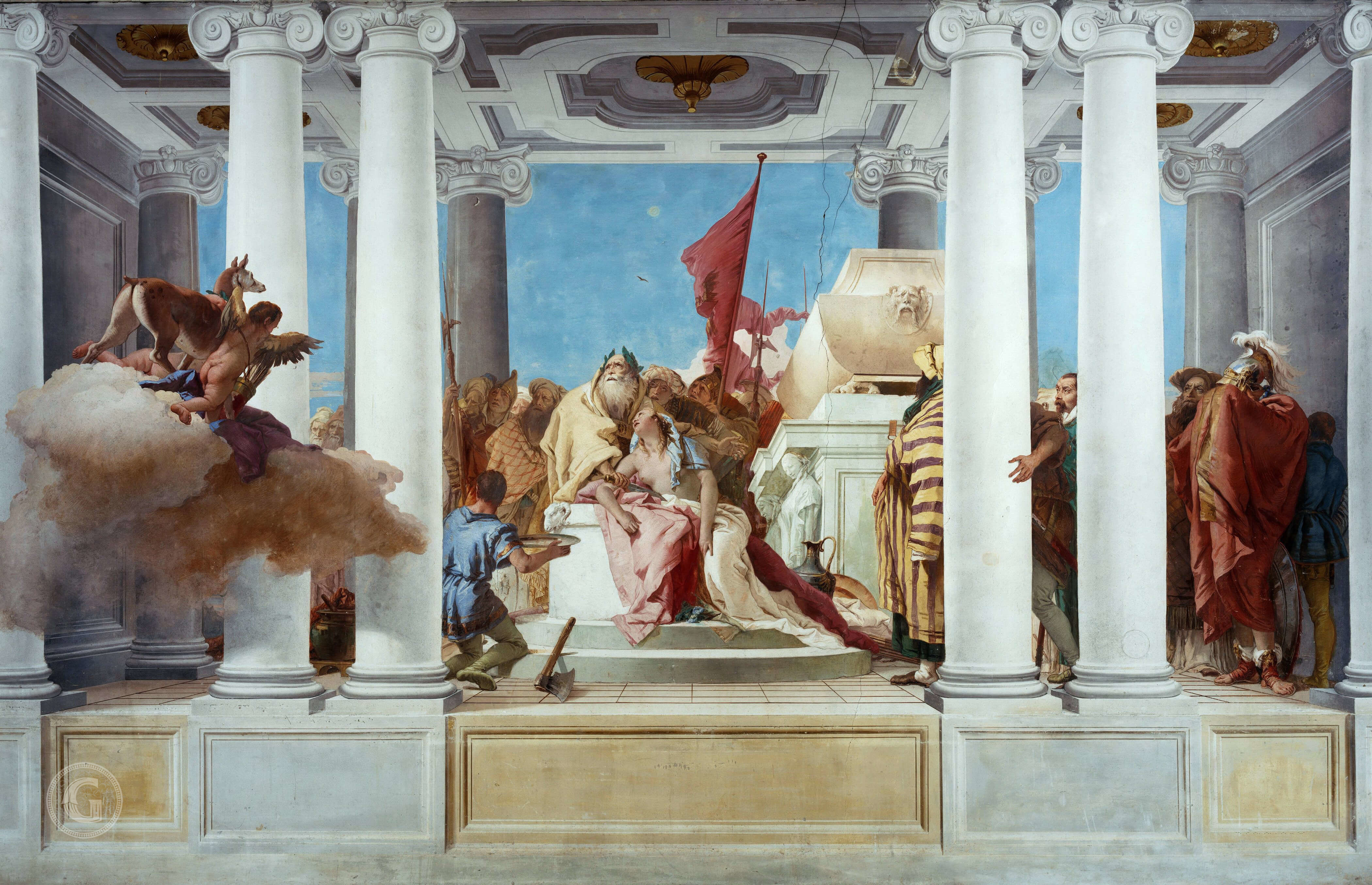
Giovanni Battista Tiepolo: Opfer der Iphigenie

- Mittelsaal: Iphigenie in Aulis (Opfer der Iphigenie)
- 1. Zimmer links: Torquato Tasso (Das befreite Jerusalem: Geschichte von Rinaldo und Armida)
- 2. Zimmer links: Vergil (Aeneis: Aeneas und die Gründung Roms)
- 1. Zimmer rechts: Homer (Ilias: Streit zwischen Agamemnon und Achilles)
- 2. Zimmer rechts: Ariost (Der rasende Roland: Medoro und Angelica)

## Gästehaus (Foresteria)
Den „großen“ literarischen Themen des Herrenhauses stehen die erdgebundenen „kleinen“ des Gästehauses an künstlerischem Gewicht keineswegs nach. Hier war vor allem der Sohn Domenico tätig. Die Räume wurden mit Darstellungen der Götter des Olymps, bäuerlichen Lebens, Karnevalszenen und Chinoiserien geschmückt.

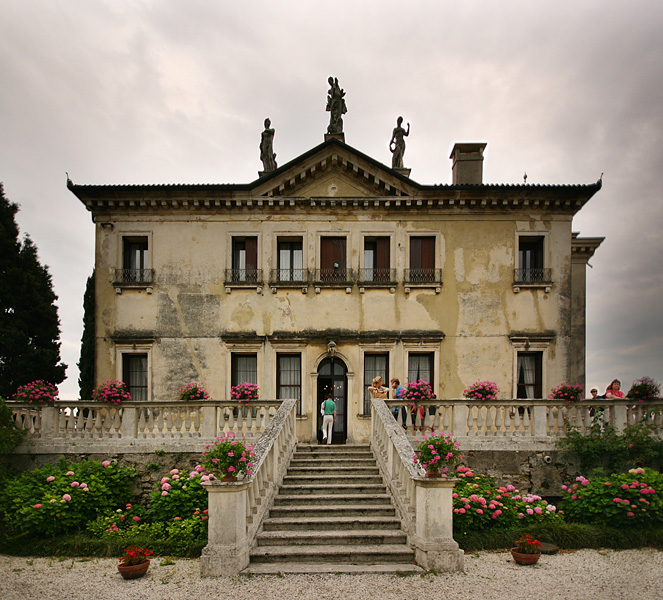
Herrenhaus, Gartenseite
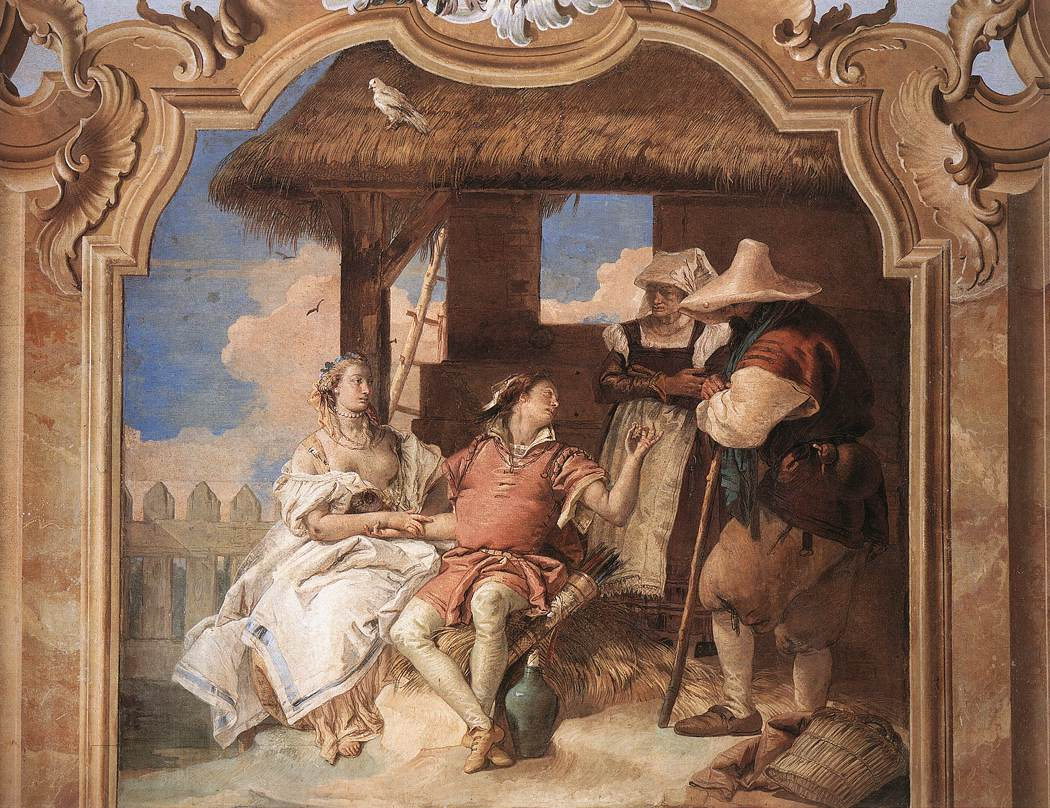
Giovanni Battista Tiepolo: Angelica und Medoro
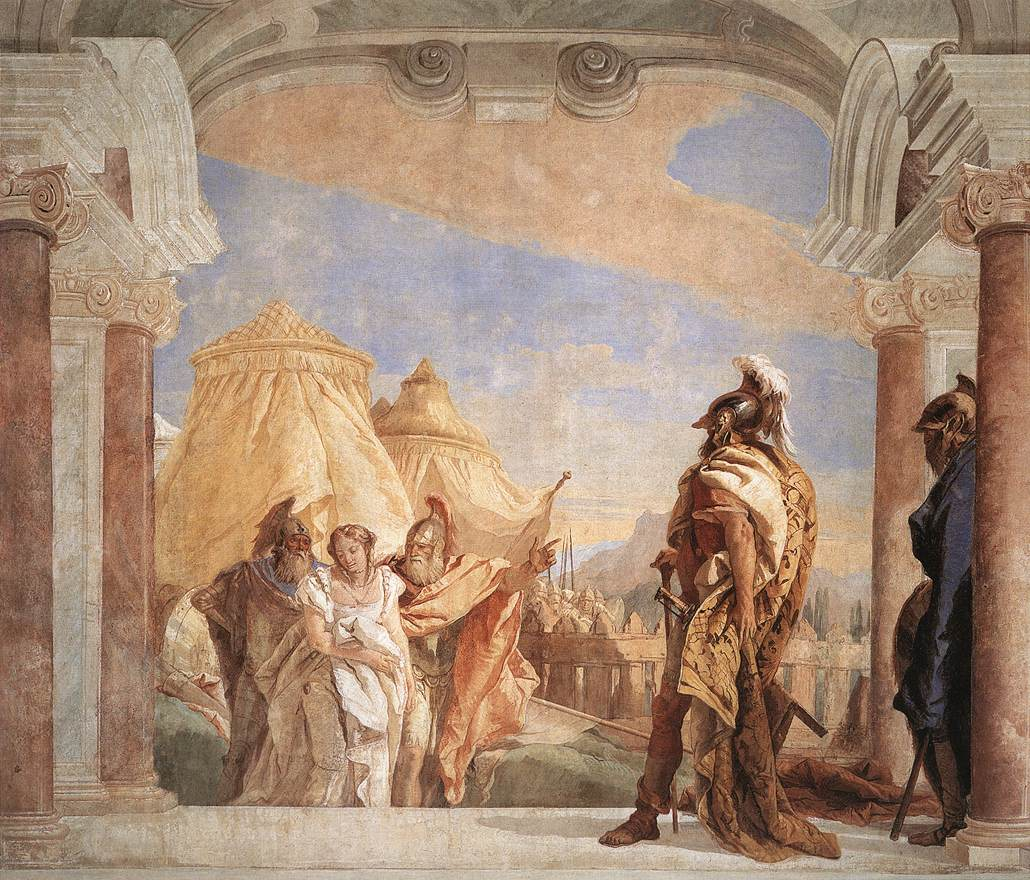
Giovanni Battista Tiepolo: Eurybates und Talthybios führen Briseis zu Agamemmon
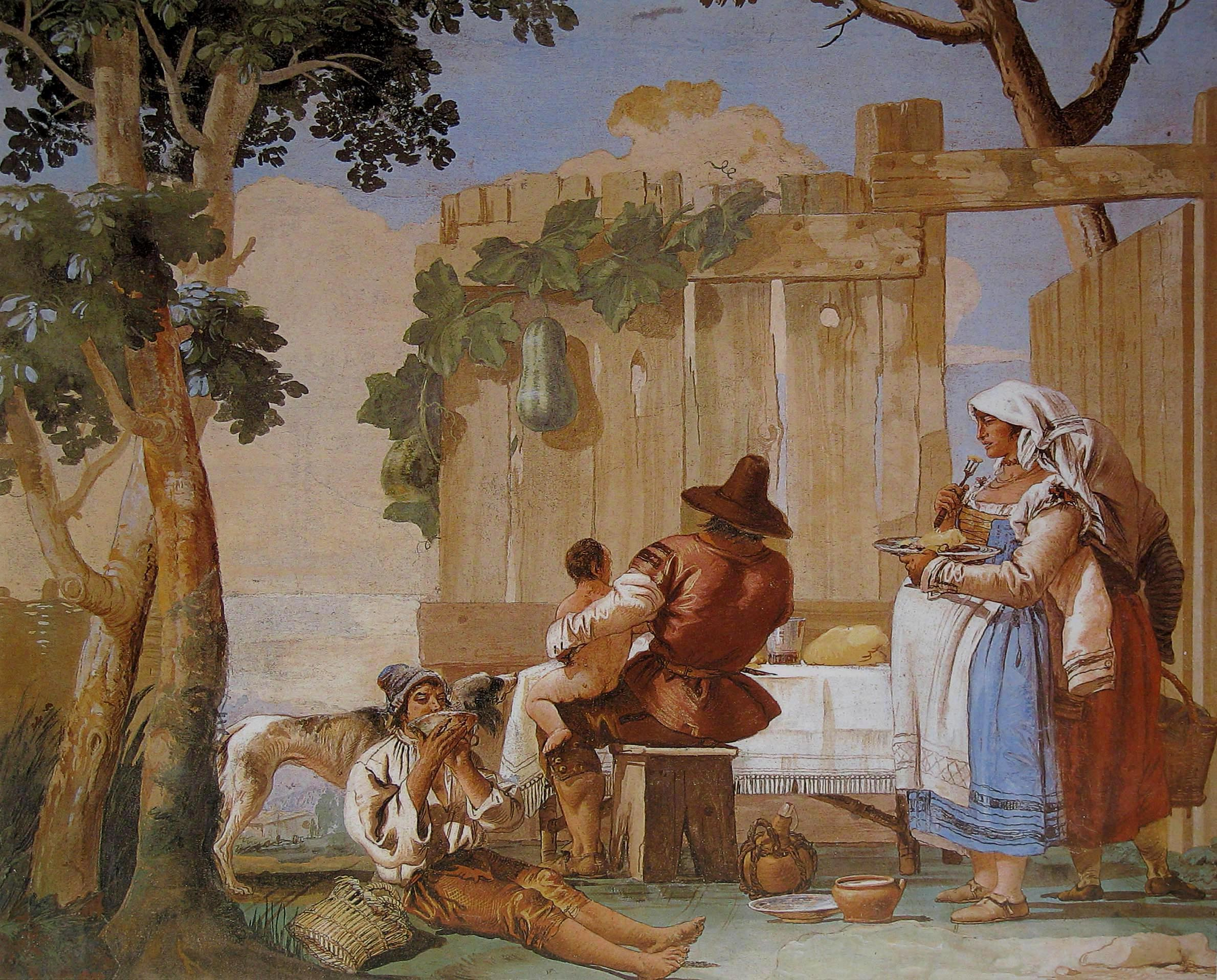
Bauernszene, Fresko von Domenico Tiepolo
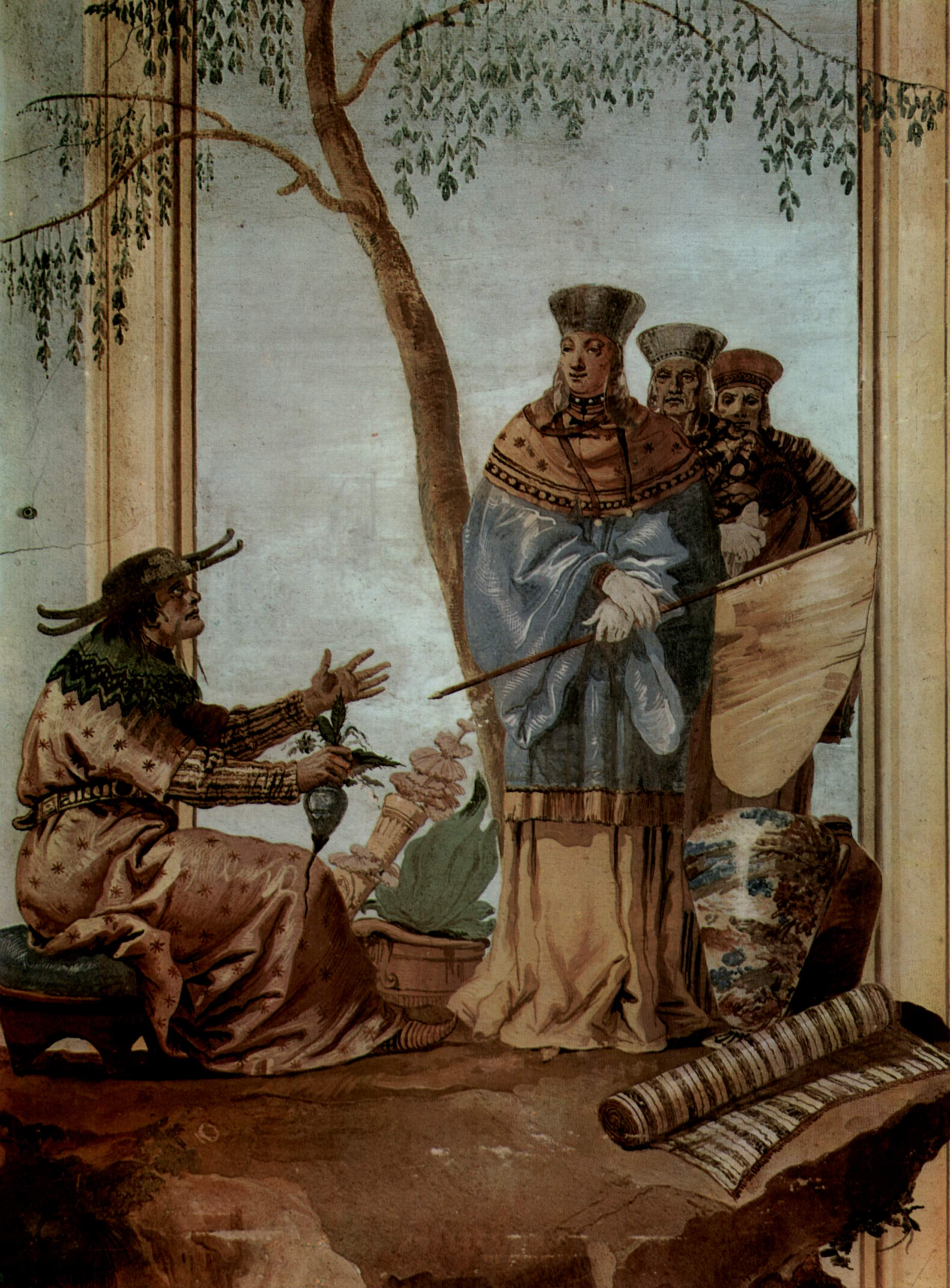
Chinesischer Prinz beim Wahrsager von Giovanni Domenico Tiepolo
- Die Villa Valmarana